# Albiano
Albiano là một đô thị tại tỉnh Trento trong vùng Trentino-Alto Adige/Südtirol. Tại thời điểm ngày 2001, đô thị này có dân số 1448 người và diện tích là 9 km².